# Тартачок
Тартачо́к — село в Україні, у Пулинській селищній територіальній громаді Житомирського району Житомирської області. Населення становить 13 осіб (2001).

## Історія
У 1906 році — колонія Чуднівської волості Житомирського повіту Волинської губернії. Відстань від повітового міста 32 версти, від волості 30. Дворів 54, мешканців 310.
У 1923—54 роках — адміністративний центр Тартачківської сільської ради Довбишського району. До 2017 року — Новозаводська сільська рада.